# Julien Temple
Julien Temple (ur. 26 listopada 1953 w Londynie) – brytyjski reżyser filmowy, dokumentalista, twórca teledysków.

## Życiorys
Temple zainteresował się filmem w trakcie studiów, gdy odkrył dzieła francuskiego reżysera awangardowego Jeana Vigo. To, wraz z kontaktami z wczesną sceną punkową w Londynie w 1976 roku, doprowadziło do znajomości z Sex Pistols i udokumentowania ich wczesnych koncertów.
Jego pierwszym filmem był krótkometrażowy dokument Sex Pistols Number 1. Doprowadziło to do wyreżyserowania mockumentu The Great Rock ’n’ Roll Swindle, który opowiada historię grupy z punktu widzenia menedżera Malcolma McLarena. Film powstawał w pierwszej połowie 1978 r. już po opuszczeniu zespołu przez Johnny Rottena i Sida Viciousa. Wiele filmowych „faktów” zakwestionował John Lydon, który po odejściu z Sex Pistols porzucił pseudonim Johnny Rotten, oskarżając McLarena o wykorzystanie filmu do osobistego ataku na niego. Odbiór filmu był mieszany i pomimo pochwał za próbę uchwycenia początków sceny punkowej, jest uważany za zdominowany przez pomysły McLarena. Pomimo tych kontrowersji, Temple zdobył uznanie za połączenie scen animowanych, materiałów dokumentalnych oraz krótkich zainscenizowanych scen opowiadających historię McLarena.
W latach 80. XX wieku Temple rozwinął swoją karierę jako autor licznych nowatorskich teledysków (m.in. Kinks, The Rolling Stones, David Bowie) dla telewizji muzycznej MTV. W 1986 r. Temple wyreżyserował adaptację powieści Colin MacInnesa Absolutni debiutanci (Absolute begginers). Film miał dość krytyczną recepcję, przede wszystkim za brak tradycyjnej narracji oraz formę luźno powiązanych ze sobą wideoklipów. Była to jedna z najdroższych produkcji filmowych w historii Wielkiej Brytanii, która okazała się fiaskiem finansowym po części odpowiedzialnym za bankructwo spółki producenckiej Goldcrest Films. Temple był jedną z osób obwinianych za to, jak sam uważał niesłusznie, co spowodowało jego wyjazd do Stanów Zjednoczonych gdzie zrealizował liczne teledyski dla takich artystów jak: Whitney Houston, Janet Jackson, Neil Young czy Tom Petty. Po latach Absolutni debiutanci zyskał status filmu kultowego, zwłaszcza ze względu na jego ścieżkę dźwiękową.
Temple powrócił do Wielkiej Brytanii w latach 90. XX wieku reżyserując filmy i teledyski. Początkowe jego filmy Vigo: Passion for Life (1998) i Pandaemonium (2000) spotkały się z krytycznym przyjęciem. Tę passę przełamał dopiero Sex Pistols: Wściekłość i brud (2000). Kolejny film dokumentalny o Sex Pistols powstał on we współpracy z żyjącymi członkami zespołu, opowiadając historię z ich punktu widzenia. Film ma formę kolażu łączącego współczesne wywiady, materiały filmowe zaczerpnięte z The Great Rock ’n’ Roll Swindle, a także wcześniej niepublikowane wywiady. Temple przedstawia zespół w kontekście społecznym lat 70. w Wielkiej Brytanii, wykorzystując archiwalne materiały filmowe z tego okresu. Tytuł filmu nawiązuje do nagłówka artykułu w brytyjskim bulwarowym dzienniku „Daily Mirror” z 2 grudnia 1976 r., przedstawiającego kontrowersyjny wywiad telewizyjny Bill Grundy z Sex Pistols oraz „Contingent Bromley” (m.in. Siouxsie Sioux) w studio Thames Television, w którym padły niecenzuralne wypowiedzi. Film odniósł sukces, przywracając zainteresowanie zespołem Sex Pistols oraz ich twórczością.
W latach 2002–2005 Temple przygotowywał pełnometrażowy film dokumentalny o festiwalu Glastonbury, który wszedł na ekrany w 2006 r. Zdjęcia obejmują materiał z koncertów festiwalowych, liczne archiwalia oraz filmy nadesłane przez fanów. W 2007 r. Temple ukończył film opowiadający o życiu jego przyjaciela, Joe Strummera – Joe Strummer. Niepisana przyszłość. W 2008 r. ukazał się film dokumentujący współczesne koncerty Sex Pistols oraz życie jego członków There’ll  Always Be An England. Reżyser wciąż tworzy wideoklipy i filmy, poświęcając je m.in. zespołom Dr. Feelgood czy The Kinks.

## Filmografia
- UK Subs: Punk Can Take It (1979)
- The Great Rock ’n’ Roll Swindle (1980)
- Samson: Biceps Of Steel (1980)
- Absolutni debiutanci (1986)
- Bullet (1996)
- Vigo: A Passion for Life (1998)
- The Filth and the Fury (Sex Pistols: Wściekłość i brud) (2000)
- Pandæmonium (2000)
- Glastonbury (2006)
- Joe Strummer: Niepisana przyszłość (2007)
- There’ll Always Be An England (2008)
- The Eternity Man (2008)
- Oil City Confidential (2009)
- Requiem For Detroit? (2009)
- London: The Modern Babylon (2012)

### Teledyski
- Blur – „For Tomorrow”
- Bryan Adams – „(Everything I Do) I Do It For You”
- Culture Club – „Do You Really Want to Hurt Me”
- David Bowie – „Absolute Beginners”
- Depeche Mode – „See You”, „The Meaning of Love”, „Leave in Silence”
- Duran Duran – „Come Undone”, „Too Much Information”
- Enigma (zespół muzyczny) – „Return to Innocence”, „Eyes of Truth”, „Beyond The Invisible”
- Gary Numan – „She’s Got Claws”
- Janet Jackson – „When I Think of You”, „Alright”
- Jean-Michel Jarre – „Les Chants Magnétiques”
- Judas Priest – „Heading Out To The Highway”, „Don't Go”, „Living After Midnight”, „Breaking the Law”, „Hot Rockin’”, „You've Got Another Thing Comin'”, „Freewheel Burning”
- Kenny Rogers – „Planet Texas”
- Maria McKee – „I’m Gonna Soothe You”
- Neil Young – „This Note’s for You”, „Hey, Hey”, „Rockin’ in the Free World”, „No More”, „Over and Over”, „F*!#in' Up”, „Harvest Moon”,
- Paul McCartney – „Beautiful Night”
- Ray Davies – „Postcard from London”
- Sade – „Smooth Operator”
- Scissor Sisters – „Return to Oz”
- Stray Cats – „Rock This Town”, „Stray Cat Strut”, „Elvis on Velvet”
- Swing Out Sister – „Forever Blue”,
- The Kinks – „Come Dancing”, „Don't Forget to Dance”, „State of Confusion”, „Do it again”
- The Rolling Stones – „Undercover of the Night”, „She Was Hot”, „Too Much Blood”, „Highwire”
- Sex Pistols – „God Save the Queen”
- Tom Petty / Tom Petty and the Heartbreakers – „Free Fallin'”, „Yer So Bad”, „Learning To Fly”, „Into The Great Wide Open”
- Whitney Houston – „I’m Your Baby Tonight”